# スーパーバンタム級
スーパーバンタム級（スーパーバンタムきゅう、英: super bantamweight）は、ボクシングで用いられる階級の1つ。「バンタム」は「チャボ」を意味する。

## ボクシング
プロボクシングでの契約ウェートは、118～122ポンド (53.524～55.338kg) 。バンタム級とフェザー級の間の階級であり、全17階級中6番目に軽い階級。
1976年にWBCによって再設置され初代世界王座決定戦でパナマのリゴベルト・リアスコがワルインゲ中山にKO勝ちで王座獲得（1920年代も国際的にも国内でも存在し荻野貞行が活躍したが一時期は自然消滅していた）。日本のプロボクシングでの旧名は「ジュニアフェザー級」（英：junior feather weight）。
アマチュアでは同名称の階級は存在せず、57kgがリミットのフェザー級に属していたが2010年にフェザー級も消滅。バンタム級がリミット54kgから56kgに変更され該当。
この階級で日本人として初めて世界王座を獲得したのはWBCのロイヤル小林（国際、1976年10月9日（リアスコからKO奪取） - 1976年11月24日）。その後、同じくWBCで畑中清詞が中日本協会加盟ジム初の世界王座（松田、1991年2月3日 - 1991年6月14日）を獲得。WBAでも佐藤修（協栄、2002年5月18日 - 2002年10月9日）が世界王座を獲得。
女子ではOPBFが女子ランキングを認定後初の王座決定戦がこの階級で行われ、スージー・ラマダンがOPBF女子王者第1号となった。その後はいずれも日本のモデル出身である高野人母美と後藤あゆみが王座に就いている。
この階級の世界王座最多防衛記録はウイルフレド・ゴメス（プエルトリコ / WBC）の17度（1977年-1982年返上、17連続KO防衛及び世界戦18連続KO勝利は全階級通じて世界記録）。日本の選手の最多防衛記録は、西岡利晃（帝拳 / WBC）の7度（8度目の防衛戦でWBC名誉王者としてダイヤモンド王座を賭けてIBF及びWBO王者ノニト・ドネアと王座統一戦を行い、KO負けを喫した）。
史上最多タイ主要団体世界王座6階級制覇のマニー・パッキャオがWBCフライ級王座陥落後に3階級上げこの階級で再起第1戦をレイナンテ・ハミリにKO勝ち、更に2度目の世界王座としてレーロホノロ・レドワバを破ってIBF王座を獲得し2階級制覇達成。
2023年12月には、井上尚弥がバンタム級に続いて本階級でも四団体統一王者となっている。

## キックボクシング
- シュートボクシングでは、55.0kg契約に規定されている。

### K-1
M-1スポーツメディア体制のK-1（K-1 WORLD GP）での契約ウェートは55.0kgに規定されている。

## ムエタイ
ムエタイでの契約ウェートは、118 - 122ポンド (53.524 - 55.338kg) 。バンタム級とフェザー級の間の階級であり、全19階級中6番目に軽い階級。世界ムエタイ評議会により規定されている。